# Klara Bühl
Klara Gabriele Bühl (ur. 7 grudnia 2000 w Haßfurcie) – niemiecka piłkarka, występująca na pozycji napastniczki w niemieckim klubie Bayern Monachium oraz w reprezentacji Niemiec. Uczestniczka Igrzysk Olimpijskich 2024 w Paryżu, Mistrzostw Świata 2019 i 2023 oraz Mistrzostw Europy 2022.

## Statystyki

### Klubowe
Na podstawie:
| Klub             | Sezonów | Liga              | Liga  | Liga   | Puchar krajowy | Puchar krajowy | Kontynentalne | Kontynentalne | Suma  | Suma   |
| Klub             | Sezonów | Liga              | Mecze | Bramki | Mecze          | Bramki         | Mecze         | Bramki        | Mecze | Bramki |
| ---------------- | ------- | ----------------- | ----- | ------ | -------------- | -------------- | ------------- | ------------- | ----- | ------ |
| SC Freiburg      | 4       | Frauen-Bundesliga | 70    | 21     | 10             | 4              | –             | –             | 80    | 25     |
| Bayern Monachium | 4       | Frauen-Bundesliga | 78    | 20     | 15             | 6              | 25            | 6             | 118   | 32     |
|                  | Łącznie | Łącznie           | 148   | 41     | 25             | 10             | 25            | 6             | 198   | 57     |

### Reprezentacyjne
Na podstawie:
| Mecze i gole w reprezentacji podczas Mistrzostw Świata 2019 | Mecze i gole w reprezentacji podczas Mistrzostw Świata 2019 | Mecze i gole w reprezentacji podczas Mistrzostw Świata 2019 | Mecze i gole w reprezentacji podczas Mistrzostw Świata 2019 | Mecze i gole w reprezentacji podczas Mistrzostw Świata 2019 | Mecze i gole w reprezentacji podczas Mistrzostw Świata 2019 | Mecze i gole w reprezentacji podczas Mistrzostw Świata 2019 | Mecze i gole w reprezentacji podczas Mistrzostw Świata 2019 |
| Lp.                                                         | Data                                                        | Miasto                                                      | Przeciwnik                                                  | Wynik                                                       | Gole                                                        | Inne                                                        | Faza rozgrywek                                              |
| ----------------------------------------------------------- | ----------------------------------------------------------- | ----------------------------------------------------------- | ----------------------------------------------------------- | ----------------------------------------------------------- | ----------------------------------------------------------- | ----------------------------------------------------------- | ----------------------------------------------------------- |
| 1.                                                          | 12.06.2019                                                  | Valenciennes                                                | Hiszpania                                                   | 0:1 (0:1)                                                   |                                                             |                                                             | Faza grupowa                                                |
| 2.                                                          | 17.06.2019                                                  | Montpellier                                                 | Południowa Afryka                                           | 4:0 (3:0)                                                   |                                                             |                                                             | Faza grupowa                                                |
| 3.                                                          | 22.06.2019                                                  | Grenoble                                                    | Nigeria                                                     | 3:0 (2:0)                                                   | 83'                                                         |                                                             | 1/8 finału                                                  |

| Mecze i gole w reprezentacji podczas Mistrzostw Świata 2023 | Mecze i gole w reprezentacji podczas Mistrzostw Świata 2023 | Mecze i gole w reprezentacji podczas Mistrzostw Świata 2023 | Mecze i gole w reprezentacji podczas Mistrzostw Świata 2023 | Mecze i gole w reprezentacji podczas Mistrzostw Świata 2023 | Mecze i gole w reprezentacji podczas Mistrzostw Świata 2023 | Mecze i gole w reprezentacji podczas Mistrzostw Świata 2023 | Mecze i gole w reprezentacji podczas Mistrzostw Świata 2023 |
| Lp.                                                         | Data                                                        | Miasto                                                      | Przeciwnik                                                  | Wynik                                                       | Gole                                                        | Inne                                                        | Faza rozgrywek                                              |
| ----------------------------------------------------------- | ----------------------------------------------------------- | ----------------------------------------------------------- | ----------------------------------------------------------- | ----------------------------------------------------------- | ----------------------------------------------------------- | ----------------------------------------------------------- | ----------------------------------------------------------- |
| 1.                                                          | 24.07.2023                                                  | Melbourne                                                   | Maroko                                                      | 6:0 (2:0)                                                   | 46'                                                         | asysta                                                      | Faza grupowa                                                |
| 2.                                                          | 30.07.2023                                                  | Sydney                                                      | Kolumbia                                                    | 1:2 (0:0)                                                   |                                                             |                                                             | Faza grupowa                                                |
| 3.                                                          | 03.08.2023                                                  | Brisbane                                                    | Korea Południowa                                            | 1:1 (1:1)                                                   |                                                             |                                                             | Faza grupowa                                                |

## Sukcesy
Na podstawie:

### Klubowe
- Mistrzyni Niemiec 2020/21, 2022/23, 2023/24

### Reprezentacyjne
- Wicemistrzyni Europy 2022
- Mistrzyni Europy U-17 2016